# Zerkarie

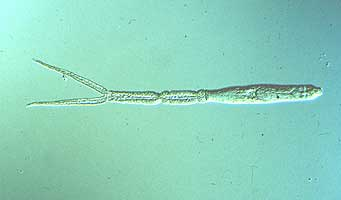
Zerkarie (ca. 1 mm lang)

Als Zerkarie oder Cercarie (von griechisch he kérkos „Schwanz“) bezeichnet man die Larvenform im Entwicklungszyklus bestimmter Parasiten, der Saugwürmer (Trematoden).
In älteren Arbeiten werden Zerkarien, vor allem in den Lebern von Nutztieren, auch als Egelschnecken bezeichnet.

## Zerkarien, Meso- und Metazerkarien
Zerkarien haben einen ovalen Körper und einen Rundschwanz. Bei vielen Arten ist der Schwanz gegabelt, sie werden dann als Gabelschwanz- oder Furkozerkarie bezeichnet. Mund- und Bauchsaugnapf, Pharynx, Darm und Nervensystem sind vorhanden, es fehlen lediglich die Geschlechtsorgane. Bei den Digenea trägt das Vorderende einen Bohrstachel, mit dem sie in Insektenlarven eindringen können. Diese Form wird als Xiphidiozerkarie bezeichnet.
Zerkarien verlassen den Wirt, meist eine Schnecke, deren Haut durchbohrend, werfen ihren Ruderschwanz ab und enzystieren sich als Metazerkarien in bestimmten Tieren oder Pflanzen.
Diese Metazerkarien werden vom Wirt aufgenommen und entwickeln sich in ihm zu adulten Tieren, die mit der Produktion von Eiern beginnen (Generationswechsel).
Zwischen Zerkarie und Metazerkarie ist bei einigen Digenea ein Wartestadium eingeschoben, das als Mesozerkarie bezeichnet wird und sich bei den Diplostomidae in einem separaten Mesozerkarienwirt entwickelt.

## Beispiele
Beispiele sind der Kleine Leberegel, der Große Leberegel, Lungenwurm (Paragonimus westermani) und der Riesendarmegel (Fasciolopsis buski).
Weiterhin ist der Pärchenegel zu nennen, dessen Verbreitung in der Bevölkerung Alt-Ägyptens auf 70 Prozent geschätzt wurde. Der Befall konnte reduziert werden durch Bejagung des Zwischenwirtes (Wasserschnecke) und durch Schonung der natürlichen Fressfeinde der Wasserschnecke, Ibis und Waldrapp.
Der beim Baden in freiem Gewässer vom Menschen aufgelesene Entenfloh ist eine Zerkarie, welche die Badedermatitis, auch Schistosomendermatitis oder englisch cercarial dermatitis, verursacht. Der Parasit ist Trichobilharzia ocellata, der eigentlich Wasservögel befällt. Einer der oft befallenen Fehlwirte ist der Mensch. Die Zerkarien treten besonders in Ufernähe auf und verursachen Hautreizungen (Weiherbeiß). Präventiv wird kräftiges Abtrocknen mit einem Handtuch empfohlen, damit nur teilweise in die Haut eingedrungene Parasiten entfernt werden.